# Магістральна дорога

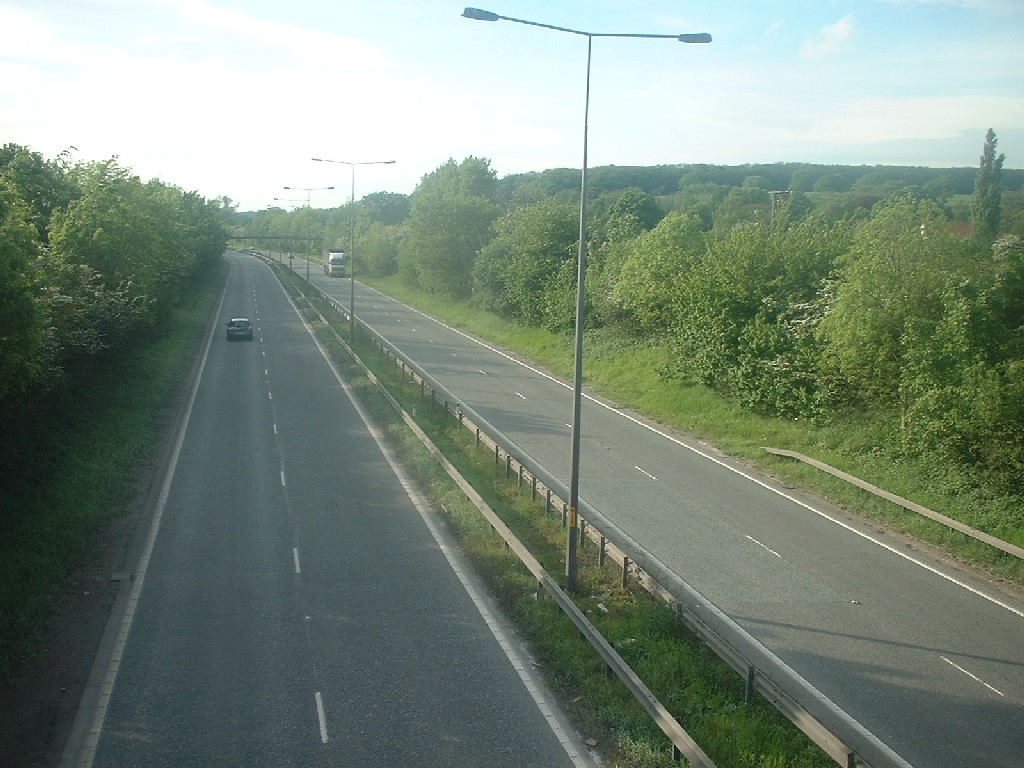
Магістральна дорога A63(T), що з'єднує Галл з автострадою M62 в Англії

Магістральна дорога, магістральний шлях або стратегічна дорога — це головна дорога, яка зазвичай з'єднує два або більше міст, портів, аеропортів та інших місць і є рекомендованим маршрутом для міжміського та вантажного руху. Багато магістральних доріг мають окремі смуги на подвійній проїжджій частині або відповідають стандарту автомагістралі.

## Об'єднане Королівство
У Сполученому Королівстві магістральні дороги були вперше визначені для Великої Британії в Законі про магістральні дороги 1936 року. Тридцять основних доріг були класифіковані як магістральні, і міністр транспорту взяв безпосередній контроль над ними та мостами через них. Закон про магістральні дороги набув чинності в Англії та Вельсі 1 квітня 1937 року, а в Шотландії — 16 травня 1937 року. Цей розвиток не поширювався на Північну Ірландію, яка завжди мала окрему систему законодавства про дорожній рух.
На той час 7.200 км британських доріг були класифіковані як магістральні. Додаткові дороги були з'єднувальними, зокрема, в Законі про магістральні дороги 1946 року. Інші, як і практично всі британські автостради, увійшли до системи в результаті нового будівництва. Станом на 2004 рік Велика Британія мала 12625 км., магістральних доріг, із них 3478 км. були автомагістралі.
З 1994 року магістральні дороги в Англії перебувають під управлінням Національних автомагістралей (раніше Highways England і Highways Agency), тоді як Шотландія несе відповідальність за власні магістральні дороги з 1998 року; наразі ними керує компанія Transport Scotland, створена у 2006 році. Уряд Уельсу несе відповідальність за магістральні дороги в Уельсі з моменту свого створення в 1998 році.
Англія має 6900 км, Шотландія має 3190 км, а Уельс має 1687 км, магістральних доріг, у тому числі автомагістралей. Highways England публікує повну карту мережі магістральних доріг і автострад в Англії.

## Ірландія
В Ірландії головні дороги раніше класифікувалися за старою системою як «магістральні дороги» та мали номери маршрутів із префіксом T. З'єднувальні дороги класифікувалися як «з'єднувальні дороги» та мали номери маршрутів із префіксом L. Багато з цих доріг бере свій початок від історичних маршрутів, включно з розворотними дорогами.
Незважаючи на те, що багато старих дорожніх знаків, які використовують ці позначення маршрутів, все ще можна зустріти, Ірландія прийняла нову схему класифікації національних основних і національних другорядних маршрутів (дороги «N», дороги «R») та місцевих доріг (дороги з префіксом «L»). Номери місцевих доріг раніше не були позначені, хоча зараз вони вказуються на знаках у багатьох областях країни.

## Сполучені Штати
Хоча термін «магістральна дорога» зазвичай не використовується в американській англійській мові, системи шосе США та міжштатних автомагістралей можна вважати американськими магістральними дорогами. Однак окремі штати несуть відповідальність за фактичне будівництво та обслуговування автомагістралей, навіть якщо федеральний уряд допомагає фінансувати цю діяльність, якщо штати ухвалюють певні закони та забезпечують їх дотримання (такі закони включали підвищення мінімального віку вживання алкоголю та зниження швидкісних обмежень). Кожен штат підтримує всі свої дороги та намагається інтегрувати їх у систему, яка підходить для цього штату. Штати Мічиган, Міннесота та Вісконсин позначають свої автомагістралі як «магістралі штату» або «магістралі (штату)». У багатьох штатах шосе, окрім тих, що є частиною систем шосе США та міжштатних шосе, також можуть слугувати магістральними автошляхами; їх часто нумерують і позначають, як державні шосе або державні маршрути. Однак не всі державні автомагістралі та траси державного значення слугують цій меті або побудовані відповідно до цих стандартів; багато в сільській місцевості є простими двосмуговими дорогами.

## Китай
Магістральні магістралі в Китаї складаються з Китайських національних автомагістралей і Китайських швидкісних автомагістралей.

## Індія
Магістральні магістралі в Індії складаються з національних автомагістралей, швидкісних магістралей в Індії та державних магістралей. Найвідомішою є Велика магістральна дорога.

## Швеція

Національна мережа магістральних доріг у південній Швеції (у північній Швеції лише європейські маршрути є магістральними дорогами)

Найважливіші дороги у Швеції позначаються як «національна магістральна дорога». У 1982 році парламент вирішив, які автошляхи мають стати магістральними дорогами державного значення. Вони вважаються рекомендованими основними дорогами для руху на великі відстані. Вони також мали використовуватися для пересування та транспортування важкої військової техніки, боєприпасів та матеріально-технічного забезпечення, а під час війни мали охоронятися та захищатися за будь-яких обставин.
- E4, Гапаранда — Гельсінгборг
- E6, Треллеборг — Свінесунд
- E10, Кіруна — Лулео
- E12, Люкселе — Холмсунда
- E14, Сторлієн — Сундсвалль
- E16, норвезький кордон — Євле
- E18, Вестерос — Капельскяр
- E20, Мальме — Стокгольм
- E22, Треллеборг — Норрчепінг
- E45, Гетеборг — Каресуандо
- E65, Мальме — Істад